# Konrad IV. von Maienfels
Konrad IV. von Maienfels († 7. Juni 1377) war von 1365 bis 1374 Abt des Klosters Murrhardt, bevor er 1374 bis zu seinem Tod 1377 Abt von Münsterschwarzach wurde. Er ging hier aus einer schismatischen Abtswahl hervor und setzte sich letztendlich gegen Albert Truchseß durch.

## Die Klöster vor Konrad
Das gesamte 14. Jahrhundert war im württembergischen Murrhardt von einem beispiellosen wirtschaftlichen Niedergang des Klosters geprägt. Zuvor war die Abtei unter die Herrschaft der Familie von Löwenstein geraten, die nun die Äbte des Klosters einsetzen konnten. Ab dem Jahr 1348 wütete die Pest im Umland der Abtei und verschonte auch den Konvent nicht. Gleichzeitig verloren die Löwensteiner 1388 die Macht über ihre Abtei. Fortan wurden die Vögte von den Württemberger Grafen eingesetzt.
In Münsterschwarzach war das 14. Jahrhundert nur durch wenige Quellen belegt. 1317 spaltete sich der Konvent des Klosters. Grund hierfür war der Streit zweier Männer um die Abtswürde. Zuletzt konnte sich Konrad I. Zobel durchsetzen. Seine Nachfolger begannen einige Klostergüter zu verkaufen oder zu verpfänden, vor allem, um den Neubau der Kirche St. Maria de Rosario in Dimbach finanzieren zu können.

## Leben

### In Murrhardt
Über die Herkunft des Abtes Konrad IV. von Maienfels liegen einige Informationen vor. Er war wohl Teil des niederadeligen Geschlechts der von Maienfels, die, als Zweig der Herren von Neudeck, ihren Stammsitz in Maienfels, heute einem Ortsteil von Wüstenrot, hatten. Erstmalige Erwähnung fand Konrad im Jahr 1346, als er mit seinen Brüdern Götz, Bruno und Engelhard als Klosterkonventuale in Murrhardt genannt wurde.
Als Konrad von Maienfels, wohl im Jahr 1365, Abt von Murrhardt wurde, war der Konvent von der Pest geschwächt. Zugleich forcierte Konrad die Ablehnung der löwensteinischen Ansprüche auf die Abtei und hob die Reichsunmittelbarkeit des Klosters wieder mehr in den Vordergrund. Er versuchte 1365/1369 die Verbindung von Murrhardt mit den von Löwenstein zu lösen und sich stattdessen die Herren von Württemberg als neue Klosterherren zu erwählen.
Im Jahr 1369 scheiterten diese Versuche: Albrecht II. von Löwenstein blieb Vogt von Murrhardt. Die Mönche mussten sich dem Grafen unterwerfen. Konrad von Maienfels blieb jedoch dennoch weiterhin Abt. Eventuell führten die Auseinandersetzungen mit dem Klosterherren in Württemberg dazu, dass Konrad die Region verließ und fortan in Franken ein Amt übernehmen wollte. Vielleicht sind hierdurch die Fehljahre der Biografie Konrads zu erklären.

### In Münsterschwarzach
Nach dem Tod des Abtes Walther III. im September 1374 hatte in Münsterschwarzach nämlich eine schismatische Abtswahl stattgefunden. Ein Teil der Mönche hatten sich für Konrad entschieden, während die anderen Albert Truchseß bevorzugten. Papst Gregor XI. beauftragte daraufhin den Erzbischof Johann V. von Prag die Wahl zu untersuchen und gegebenenfalls einen weiteren, neuen Kandidaten zu erwählen. Johann V. jedoch entschied sich für Konrad, der daraufhin zu Konrad IV. von Maienfels gewählt wurde.
Aufgrund der recht kurzen Amtszeit des Abtes Konrad fließen die Quellen recht spärlich. Keinerlei Amtshandlungen des neuen Abtes sind überliefert und das sogenannte „Chronicon“ erwähnt auch eine falsche Amtszeit. Für sie hatte Konrad die Abtei elf Jahre lang inne. Abt Konrad IV. von Maienfels starb wohl im Jahr 1377. Als Sterbedatum nennt Wagner den 7. Juni.